# تزيرت (آيت واوكرضة)
تزيرت هو دُوَّار يقع بجماعة إيمي نتايارت، إقليم تارودانت، جهة سوس ماسة في المملكة المغربية. ينتمي الدوّار لمشيخة آيت واوكرضة التي تضم 34 دوار. يقدر عدد سكانه بـ 228 نسمة حسب الإحصاء الرسمي للسكان والسكنى لسنة 2004.

## ملعب تزيرت
في عام 2019، توفي 7 مواطنين عندما كانوا حاضرين لمشاهدة مباراة في ملعب كرة القدم الخاص بقرية تزيرت، وقد باغتت السيول الجارفة والقوية كل من كان في الملعب الذي يقع بقرب من الواد، وقد تم توجيه انتقادات كبيرة للسلطات المحلية بعد هذه الحادثة بسبب بناء هذا الملعب قرب الواد. 

## روابط خارجية
- البوابة الوطنية للجماعات الترابية نسخة محفوظة 12 مارس 2018 على موقع واي باك مشين.
- المندوبية السامية للتخطيط